# Pacha (titre)
Pour les articles homonymes, voir Pacha.
Le mot pacha (paşa, mot turc probablement issu du persan padichah, parfois importé en français dans sa forme allemande pascha ou anglaise bashaw) était, dans l'Empire ottoman et au Maroc un titre de noblesse de haut rang accordé notamment aux gouverneurs des provinces. Dans les États chrétiens tributaires du Sultan ottoman, l'équivalent d'un pacha est hospodar (« souverain » ou « seigneur »).

## Rôle dans le système politique de l'Empire ottoman

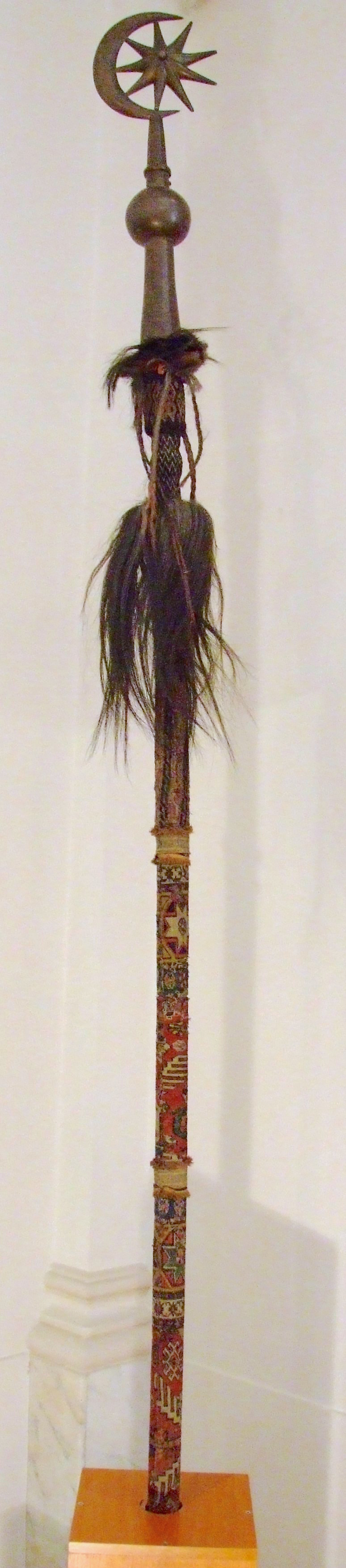
Enseigne à deux Tüy d'un pacha ottoman, 1877. Un tel symbole ne quittait jamais son titulaire, ni en paix en tant que gouverneur d'un territoire, ni en guerre en tant que commandant d'un corps d'armée.

Seuls le sultan ottoman et le khédive d'Égypte ont eu le droit de pourvoir les offices et d'accorder les titres de pacha. À l'origine, le titre était destiné exclusivement au chef suprême de l'armée et aux gouverneurs de provinces, et il existait une hiérarchie de pachas à « une, deux, ou trois queues », dont la dignité était matérialisée par des queues de cheval flottant au bout d'une lance ; ainsi, les beylerbeys étaient des pachas à « deux tough ou queue de cheval ». Le rang de pacha est supérieur à celui de bey et d'agha, mais inférieur à celui de khédive et de vizir.

### Les pachas d'Alger: cohabitation des deys et des pachas (1671-1710)
De 1671 à 1710, l'État d'Alger est toujours vu comme une dépendance par le sultan ottoman, qui y délègue de manière protocolaire un pacha au côté du dey. Durant cette période, les institutions de la régence se consolident, ainsi que ses frontières à l'est et à l'ouest. Le dey exerçant la réalité du pouvoir, il se développe une politique largement indépendante de Constantinople.
Face aux intrigues des pachas, le dey Baba Ali Chaouch réunit un divan où il élimine les janissaires frondeurs. Ce conseil entérine une décision fondamentale selon laquelle Alger ne recevrait plus de pacha, représentant du sultan ottoman. Désormais, le dey prend également le titre de pacha. Cependant ce titre s'il permet de ménager les liens avec l'Empire ottoman et d'obtenir son investiture, est contesté localement. En effet historiquement ni les raïs, ni la milice, ni la population n'ont respecté l'autorité du pacha, souvent réduit à un rôle protocolaire. Les deys prenant le titre de pacha, et donc revendiquant gouverner nominalement pour le compte des sultans ottomans, doivent désormais eux-mêmes affronter des révoltes de janissaires. Ils finissent donc par rejeter, leur autorité empruntée de pacha, fut-elle nominale.

## Pachas du Maroc
Au Maroc, le titre s'est répandu sous le règne des Saadiens et s'est poursuivi après eux, bien que le début de son usage remonte au XVe siècle. Ainsi, les wali (gouverneurs) de certaines grandes régions et de certaines villes importantes comme Fès, Marrakech, Meknès, Oujda et Taroudant portaient ce titre. Le titre de Pacha était également porté par certains des commandants militaires supérieurs,. Par exemple, Mahmoud ibn Zarqun (en) avait le titre de Pacha. Ahmed al-Mansour lui a conféré de larges pouvoirs. Pacha Mahmoud ibn Zarqun a été l'un des premiers dirigeant du Pachalik de Tombouctou.
Un certain nombre de commandants supérieurs de l'armée à l'époque alaouite avant l'indépendance portaient ce titre. Cependant, les traditions officielles marocaines ne généralisaient pas le titre à un certain nombre de wali et caïd, comme auparavant, et elle n'incluait pas les ministres et les notables, comme cela s'est produit en Égypte et dans l'Empire ottoman.
Depuis le 18e siècle, des aspirations politiques ont commencé à hanter des pachas de plus en plus influents dans leurs régions pour tyranniser le pouvoir, comme c'est le cas de certains caïd, et les princes aussi, bien que les motifs de rébellion diffèrent selon les circonstances. Mais l'absence de systèmes politico-administratifs définissant clairement l'appui des compétences des wali (governeurs) et cadi (juge), et la dépendance du pouvoir de plus en plus vis-à-vis des wali et la réduction des pouvoirs des cadi après l'ère mérinide, ont favorisé l'imbrication des pouvoirs des deux côtés jusqu'à ce que la sélection des cadi avant que le protectorat français ne soit confiée à des gouverneurs ou à des pachas.
Sous le protectorat français, la mobilisation des pachas se limite aux villes. Ils étaient autorisés à statuer ou à examiner les affaires de délits et de crimes pour lesquels la peine de prison n'excède pas deux ans, et cela en présence d'un juge habilité aux côtés du pacha. C'est un Français qui surveille les actions du pacha et peut s'opposer à ses mesures. Quant aux affaires municipales, l'autorité du pacha à ce stade était symbolique car sa gestion était entre les mains de l'occupant, avec la participation de députés marocains dont les votes n'avaient pas de réelle force obligatoire tant que la décision et l'exécution étaient entre les mains de membres français. La question n'était pas très différente dans le protectorat espagnol.
Après l'indépendance, les pachas et les caïds ont été dépouillés des restes de l'autorité judiciaire qui était entre leurs mains, mais ils ont conservé de larges pouvoirs dans le domaine des affaires politiques même avec la création de conseils municipaux et collectifs, jusqu'à ce que ces pouvoirs, ou la plupart d'entre eux, soient transférés aux conseils susmentionnés.

## Quelques pachas d'origine européenne
Le titre de pacha a pu, parfois, être attribué à des européens, pour services exceptionnels rendus au sultan :
- Claude Alexandre de Bonneval, nommé pacha en 1730 comme commandant de l'artillerie turque sous le nom d'Ahmed Pacha ;
- Joseph Seve, nommé pacha en 1833 comme généralissime de l'armée égyptienne sous le nom de Soliman Pacha ;
- Valentine Baker, nommé pacha en 1876 comme général dans l'armée ottomane sous le nom de Backer Pacha ;
- Jean Marius Michel, nommé pacha en 1879 pour sa gestion remarquable du port d'Istanbul sous le nom de Michel Pacha ;
- Ödön Széchenyi, nommé pacha en 1880 pour ses activités de commandant en chef des pompiers d'Istanbul ;
- Edouard Schnitzer, nommé pacha en 1886 pour différentes activités sous le nom d'Emin Pacha ;
- Fernando Aranda, nommé pacha en 1886 comme général, chef des musiques du sultan sous le nom d'Aranda Pacha ;
- Victor-Marie Vitalis, nommé pacha pour ses nombreuses activités politiques et militaires sous le nom de Vitalis Pacha.

Et pour des services rendus en Égypte :
- Louis Maurice Adolphe Linant de Bellefonds, nommé pacha en 1873 par le vice roi d'Égypte pour son action en faveur de la construction du Canal de Suez[10]
- François Auguste Ferdinand Mariette, nommé pacha en 1879 par le vice roi d'Égypte pour son action de protection du patrimoine égyptien ;